# Dmytriwka (Mykolajiw, Kuzurub)
Dmytriwka (ukrainisch Дмитрівка; russisch Дмитровка Dmitrowka) ist ein Dorf im Süden der ukrainischen Oblast Mykolajiw mit etwa 1200 Einwohnern (2001).
Das im 18. Jahrhundert gegründete Dorf mit einer Fläche von 1,12 km² liegt auf 39 m Höhe am Ufer des Dnepr-Bug-Limans, 18 km östlich vom ehemaligen Rajonzentrum Otschakiw und 57 km südlich vom Oblastzentrum Mykolajiw.
Durch das Dorf verläuft die Territorialstraße T–15–07.
Am 14. September 2016 wurde das Dorf ein Teil der neugegründeten Landgemeinde Kuzurub, bis dahin bildete es die gleichnamige Landratsgemeinde Dmytriwka (Дмитрівська сільська рада/Dmytriwska silska rada) im Süden des Rajons Otschakiw.
Am 17. Juli 2020 kam es im Zuge einer großen Rajonsreform zum Anschluss des Rajonsgebietes an den Rajon Mykolajiw.